# Jorge Sacramento
Jorge Sacramento (Recife, 22 de março de 1924 — Rio de Janeiro, 30 de julho de 1998) foi um futebolista brasileiro, que atuava como lateral-esquerdo e meio-campista. Atuou praticamente todo sua carreira no Vasco da Gama.

## Carreira
Foi um dos poucos que figuraram em quase todos os títulos do Expresso da Vitória. Integrante da famosa linha média do Expresso da Vitória (Eli, Danilo (o "príncipe") e Jorge), conquistou a torcida como um marcador implacável e eficiente, em um tempo que os laterais não avançavam, o fôlego e a marcação implacável de Jorge empolgavam a massa vascaína.
Jorge esteve no Vasco da Gama entre 1943 até 1954, atuando no time principal em 337 jogos. É considerado entre os maiores laterais-esquerdos de todos os tempos da história vascaína.
Após passagem pelo Vasco da Gama, jogou pelo Bangu por duas temporadas. Pelo time de "Moça Bonita” fez 44 partidas. Foram 19 vitórias, 16 empates e 9 derrotas.

## Morte
Após pendurar as chuteiras no Bangu, o ex-atleta tentou continuar no futebol como treinador, mas não obteve o sucesso. Morreu em 30 de julho de 1998 de insuficiência respiratória. Trabalhou também como taxista nas ruas do Rio de Janeiro, cidade onde morreu.

## Títulos
Vasco da Gama
- Campeonato Carioca: 1947, 1949, 1950, 1952
- Campeonato Sul-Americano de Campeões: 1948
- Copa Internacional Rivadavia: 1953
- Torneio Internacional do Chile: 1953
- Torneio Internacional do Rio de Janeiro: 1953
- Torneio Início do Rio de Janeiro: 1948
- Torneio Municipal: 1946 e 1947
- Torneio Relâmpago: 1946
- Taça Centenários de Portugal: 1947
- Torneio Gérson dos Santos Coelho: 1948

Seleção Carioca
- Campeonato Brasileiro de Seleções Estaduais: 1946 e 1950

## Premiações
- Eleito no Vasco Todos os Tempos: 1982 e 1994 (Revista Placar)